# Duff Cooper
Alfred Duff Cooper, 1.° Visconde de Norwich (22 de fevereiro de 1890 - 1 de janeiro de 1954), foi um diplomata e escritor britânico. Foi secretário da Câmara dos Comuns do Reino Unido.